# Stazione di Valvasone
Stazione di Valvasone 1987-ben bezárt vasútállomás Olaszországban, Valvasone településen.

## Vasútvonalak
Az állomást az alábbi vasútvonalak érintették:
- Gemona del Friuli-Casarsa-vasútvonal

## Kapcsolódó állomások
A vasútállomáshoz az alábbi állomások vannak a legközelebb:
- Stazione di San Martino al Tagliamento
- Stazione di Casarsa